# Церковь Благословения (Берлин)
Церковь Благослове́ния (нем. Segenskirche), расположенная на Шёнхаузер-аллее в районе Пренцлауэр-Берг и входящая в пробство центрального Берлина (нем. Kirchenkreis Berlin Stadtmitte), относится к охраняемым государством архитектурным памятникам Берлина.
Начиная с 2007 года, церковная община включилась в совместный проект с «Communauté Don Camillo» из швейцарской коммуны Ла-Тен, где с 1977 года практикуется монастырский образ жизни.
В настоящее время церковь Благословения преобразована в городской монастырь Благословения (нем. Stadtkloster Segen).

## История
На рубеже XIX и XX веков
северо-восточный Берлин быстро застраивался доходными домами, общественными и культовыми зданиями.
Протестантская Ционскирхе, открытая в 1873 году, постепенно перестала вмещать стремительно увеличивающееся число прихожан. Одна из её дочерних общин переместилась в Гефсиманскую церковь, освящённую в 1893 году. Другая дочерняя община приобрела в 1900 году земельный участок на Шёнхаузер-аллее с жилым домом, рестораном и кегельбаном, которые были частично снесены, чтобы расчистить место для нового храма. Строительные работы начались в октябре 1905 года, а 6 мая следующего года в стену алтаря замуровали на память свидетельство о строительстве (нем. Bauurkunde). Церковь была возведена по проектам трёх архитекторов — Августа Динклаге, Эрнста Паулюса, Олафа Лиллое (нем. Olaf Lilloe) и освящена 6 декабря 1908 года.
|  |  |  |  |  |
|  |  |  |  |  |

Реконструкция и строительные преобразования, начавшиеся в 2008 году и растянувшиеся на несколько лет, потребовали значительных инвестиций и существенной помощи волонтёров.

## Строения
В архитектурном отношении храмовый комплекс типичен для кирпичных церковных зданий, строившихся на рубеже веков в северной Европе.

### Колокольня
Башня с колоколами (нем. Kirchturm, Glockenturm) высотою 75 метров хорошо видна издалека с разных точек зрения. Колокольня имеет квадратное основание, на котором крепится опорная площадка для восьмигранной надстройки с венчающим её медным куполообразным завершением, фонарём и шпилем с крестом.

### Церковь
В здание церкви ведут три портала, над которыми установлены отреставрированные скульптуры из песчаника, изображающие четырёх евангелистов.
Внутреннее пространство церкви сверху замыкает восьмиугольный купол. Над главным залом поднимаются хоры, их балюстрады украшены рельефами.

### Гостевые здания
Примыкающий к колокольне гостевой дом (нем. Gasthaus) выходит на Шёнхаузер-аллее. Боковые флигели (северный и южный) расположены во внутреннем дворе. Гостевые строения оборудованы всем необходимым для приёма тех, кто желает на некоторое время окунуться в монастырскую жизнь. Фасады этих зданий украшены в стиле историзма с элементами неоготики, неоренессанса, необарокко и отголосками романского стиля (нем. Rundbogenstil) — с декоративной аркой входа, с выступающими двухуровневыми балконами и аркадами в галереях.

## Оснащение

### Орга́н

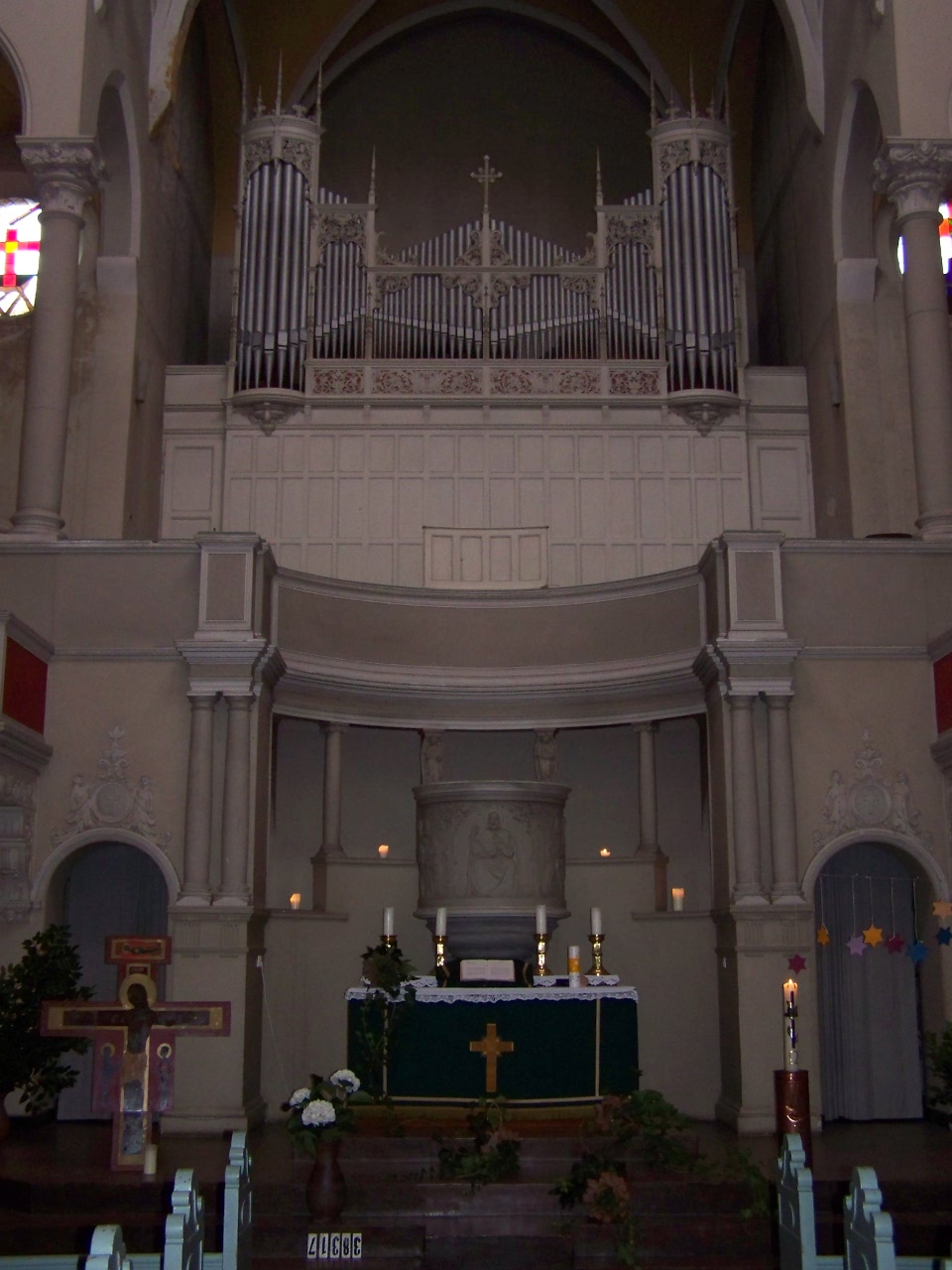
Алтарь и орга́н в церкви

Расположенный над алтарём церковный орган был создан во Франкфурте-на-Одере в мастерской известного на рубеже XIX и XX веков Вильгельма Зауэра. Орга́н имеет 2332 трубы, 32 регистра, одну педальную клавиатуру и две для игры руками. Потсдамская фирма (нем. Alexander Schuke Potsdam Orgelbau) в годы с 1953 по 1959 реставрировала инструмент, что изменило его звучание.

### Колокола́
Три ко́локола церкви, имеющие дистанционное управление, весят 1200, 850 и 460 килограммов. На них высечены надписи из четвёртой книги Моисея, в которых говорится о благословении, данном Аарону:
- Да благословит тебя Господь и сохранит тебя;
- Господь светлым ликом Своим воссияет над тобой и помилует тебя;
- Господь обратит к тебе лик Свой и даст тебе мир.

## Использование
Не только прихожанам церкви, но и всем желающим предоставляется возможность пожить некоторое время в «городском монастыре». Мощные стены защищают от суеты шумной столичной жизни. Во внутреннем дворе с садом, в интерьерах зданий комплекса созданы условия для организации разнообразных встреч, бесед, семинаров и совместных праздников. Десятилетний юбилей городского монастыря был отмечен в августе 2017 года большим праздником с экскурсиями во время дня открытых дверей, выставками, концертами и развлекательной детской программой.